# Марк Меттий Руф
Марк Меттий Руф (лат. Marcus Mettius Rufus) — римский военный и политический деятель конца I века.
Руф происходил из города Арелат, что в Нарбонской Галлии. Он был префектом анноны, возможно, в Африке, в правление императора Домициана. В 89—91/92 годах Руф занимал должность префекта Египта. По некоторым данным, в 92 году некоторое время он находился на посту префекта претория.
У него, предположительно, было два сына: консул-суффект 103 года Гай Требоний Прокул Меттий Модест и проконсул Ахайи Марк Меттий Руф. Консул-суффект 128 года Марк Юний Меттий Руф, по всей видимости, был его родственником.